# Sholes
Sholes és una població dels Estats Units a l'estat de Nebraska. Segons el cens del 2000 tenia 24 habitants.

## Demografia
Segons el cens del 2000, Sholes tenia 24 habitants, 12 habitatges, i 8 famílies. La densitat de població era de 71,3 habitants per km².
Dels 12 habitatges en un 33,3% hi vivien nens de menys de 18 anys, en un 66,7% hi vivien parelles casades, en un 0% dones solteres, i en un 33,3% no eren unitats familiars. En el 33,3% dels habitatges hi vivien persones soles el 8,3% de les quals corresponia a persones de 65 anys o més que vivien soles. El nombre mitjà de persones vivint en cada habitatge era de 2 i el nombre mitjà de persones que vivien en cada família era de 2,5.
Per edats la població es repartia de la següent manera: un 16,7% tenia menys de 18 anys, un 8,3% entre 18 i 24, un 45,8% entre 25 i 44, un 16,7% de 45 a 60 i un 12,5% 65 anys o més.
L'edat mediana era de 36 anys. Per cada 100 dones de 18 o més anys hi havia 122,2 homes.
La renda mediana per habitatge era de 28.750 $ i la renda mediana per família de 36.250 $. Els homes tenien una renda mediana de 22.500 $ mentre que les dones 18.750 $. La renda per capita de la població era de 23.432 $. Cap de les famílies estaven per davall del llindar de pobresa.

## Poblacions més properes
El següent diagrama mostra les poblacions més properes.